# Царицынский 146-й пехотный полк
146-й пехотный Царицынский полк — пехотная воинская часть Русской императорской армии.

## Формирование полка

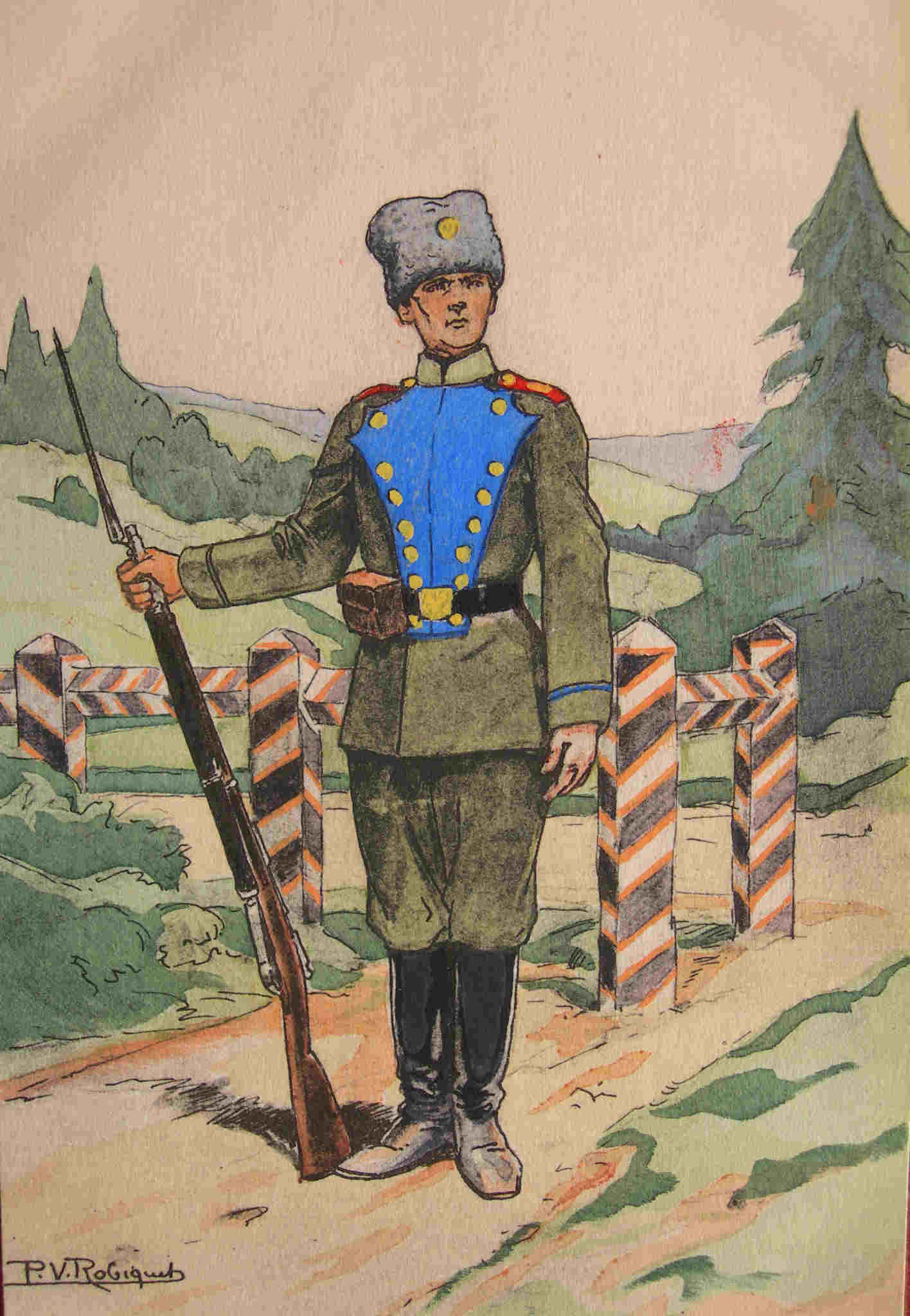
Рядовой 146-го пехотного Царицынского полка в парадной форме обр. 1913 года

3-х батальонный Царицынский пехотный полк был сформирован 13 октября 1863 г. из 4-го резервного, 5-го и 6-го бессрочно-отпускных батальонов Днепровского пехотного полка.
24 марта 1864 г. полк назван 146-м пехотным Царицынским.
24 августа 1865 г. 3-й батальон полка был переведен в Туркестан, а на его место добавлено еще два, после чего полк получил 4-батальонный состав.

## Знаки различия

### Офицеры
| Описание     | Знаки различия по состоянию 1904—1909 гг. | Знаки различия по состоянию 1904—1909 гг. | Знаки различия по состоянию 1904—1909 гг. | Знаки различия по состоянию 1904—1909 гг. | Знаки различия по состоянию 1904—1909 гг. | Знаки различия по состоянию 1904—1909 гг. | Знаки различия по состоянию 1904—1909 гг. | Знаки различия по состоянию 1904—1909 гг. |
| погоны       |                                           |                                           |                                           |                                           |                                           |                                           |                                           |                                           |
| ------------ | ----------------------------------------- | ----------------------------------------- | ----------------------------------------- | ----------------------------------------- | ----------------------------------------- | ----------------------------------------- | ----------------------------------------- | ----------------------------------------- |
| Классный чин | полковник                                 | подполковник                              | Капитан                                   | штабс-капитан                             | поручик                                   | подпоручик                                | прапорщик                                 |                                           |
| Группа       | штаб-офицеры                              | штаб-офицеры                              | штаб-офицеры                              | обер-офицеры                              | обер-офицеры                              | обер-офицеры                              | обер-офицеры                              |                                           |

## Командиры полка
- 11.11.1863 — 31.08.1871 — подполковник (с 06.10.1864 полковник) Граль, Иван Карлович
- 31.08.1871 — 23.02.1873 — полковник Набоков, Савва Иванович
- 23.02.1873 — 18.01.1883 — полковник Квицинский, Иосиф Онуфриевич
- 18.01.1883 — 11.08.1885 — полковник Гребенщиков, Яков Александрович
- 05.09.1885 — 14.11.1888 — полковник Логинов, Петр Петрович[болг.]
- 04.12.1888 — 04.02.1891 — полковник Резвый, Дмитрий Модестович
- 09.03.1891 — 21.05.1898 — полковник Тыртов, Константин Петрович
- 02.06.1898 — 14.05.1901 — полковник барон Фитингоф, Евгений Эмильевич
- 22.05.1901 — 20.12.1904 — полковник Штубендорф, Вильгельм Эдуардович
- 20.12.1904 — 09.03.1905 — полковник Данильчук, Александр Арсеньевич (в должности формально, фактически командовал полком до 31.12.1904, когда возглавил 1-ю бригаду 2-й Сибирской стрелковой дивизии)
- 11.06.1905 — 04.12.1907 — полковник Николаев, Павел Тимофеевич
- 04.12.1907 — 28.04.1908 — полковник фон Баранов, Константин Алексеевич
- 28.04.1908 — 08.07.1913 — полковник (с 14.04.1913 генерал-майор) Соколов, Сергей Петрович
- 08.07.1913 — 19.04.1915 — полковник (с 14.01.1915 генерал-майор) Занкевич, Михаил Ипполитович
- 19.04.1915 — 17.03.1917 — полковник князь Сумбатов, Георгий Николаевич
- 31.03.1917 — хх.хх.хххх — полковник Буко, Кузьма Иванович

## Известные люди, служившие в полку
- Алфёров, П. А. — прапорщик, участник русско-японской войны, награждён ЗОВО 4-й ст. (1904).
- Выдриган, Захарий Петрович.
- Бенедикт Лившиц — русский поэт, переводчик и исследователь футуризма, участник первой мировой войны.
- Чудинов, Павел Васильевич — рядовой.
- Сокольский Никон Васильевич — участник первой мировой войны, награжден Георгиевским крестом IV-й степени (Солдатский) №795431, уроженец д. Аблагоджа́, Кунанской волости, Таврической губернии.
- Фролов Илья Осипович — мл. унтер-офицер, награждён тремя Георгиевскими крестами, участник первой мировой войны, ранения, плен Австрия, бежал из плена. Скончался в годы ВОВ, в эвакуации. Захоронен село Юсьва, Молотовский обл.